# Ernesto Enrico di Sassonia
Ernesto Enrico di Sassonia (Ernesto Enrico Ferdinando Francesco Giuseppe Otto Maria Melchiade Principe di Sassonia; Dresda, 9 dicembre 1896 – Edingen-Neckarhausen, 14 giugno 1971) è stato un nobile tedesco, membro della famiglia reale sassone, il figlio più giovane dell'ultimo re di Sassonia, Federico Augusto III, e dell'arciduchessa Luisa d'Austria, principessa di Toscana. Dal 1923 al 1945, Ernesto Enrico fu capo amministrativo dell'associazione "Haus Wettin – Albertinische Linie e.V.".

## Biografia
Il principe Ernesto Enrico di Sassonia trascorse la sua infanzia a Dresda, Pillnitz e Moritzburg sotto la guida di suo padre. La perdita di sua madre, che lasciò definitivamente la famiglia nel 1902, colpì molto profondamente la famiglia, Ernesto Enrico che all'epoca aveva solo sei anni, fu forse il figlio che più ha risentito di questa perdita.

### Gli anni della prima guerra mondiale
Quando scoppiò la prima guerra mondiale, Ernesto Enrico fu tenente nel 1° Royal Saxon Leib-Grenadier-Regiment. Nel settembre 1914, divenne assistente nel General Kommando del XIX (2nd Royal Saxon) Corps a Reims e Lilla. Fece il suo Abitur durante un congedo di quattro mesi nel 1916, quindi prese parte alla Battaglia della Somme come membro dello staff della 24ª Divisione di Riserva (2. Königlich Sächsische). Il 30 agosto 1916 ricevette l'Ordine militare di Sant'Enrico al merito.
Nella primavera del 1917, assunse la guida della 9ª compagnia del reggimento di fanteria di riserva a Berezhany, nella Galizia orientale. Sempre nel 1917, rimase in ospedale per due mesi e tornò al comando del 9º reggimento di batteria d'artiglieria nella zona di Ypres.
A partire dal maggio 1918, guidò il 1º Squadrone dei Reggimenti della Guardia a Cavallo a Bychaŭ in Russia e, nell'agosto dello stesso anno, fu a capo delle truppe sassoni a Tartu, poi a Tallin ed in Finlandia. Nel novembre e dicembre 1918 supervisionò il ritorno delle truppe sassoni in Germania.

### Gli anni '20
Nel 1919 e nel 1920, Ernesto Enrico imparò ad amministrare un maniero in Slesia. Durante il Putsch di Monaco nel marzo 1920, fece da tramite tra i golpisti di Berlino e la Reichswehr di Breslavia. Dopo il fallimento del putsch, si trasferì a Monaco di Baviera, dove si unì al circolo formatosi attorno all'ex principe ereditario Rupprecht di Baviera. Il 12 aprile 1921, nel castello di Nymphenburg, sposò Sofia di Lussemburgo, sorella minore di Carlotta, granduchessa del Lussemburgo e della moglie di Rupprecht, la principessa Antonia di Lussemburgo. Da questo matrimonio, considerato un matrimonio felice, nacquero tre figli.
Ernesto Enrico non partecipò al Putsch di Monaco. Rifiutò coerentemente l'ideologia nazista e prese le distanze da Hitler e Ludendorff. Su richiesta di suo padre, assunse la funzione dirigenziale dell'amministrazione dell'associazione "Haus Wettin – Albertinische Linie e.V.". Suo padre gli lasciò anche la procura per negoziare con lo stato libero di Sassonia sull'uso futuro dei manieri di proprietà della famiglia Wettin e sulla collezione d'arte di famiglia. Il 25 giugno 1925 fu firmato un trattato tra lo stato libero e la sua precedente dinastia regnante, per regolare i rapporti tra la casata dei Wettin e lo stato stesso, nell'ambito della legge del 9 luglio 1924.
Negli anni successivi, Ernesto Enrico, appassionato amante dell'arte, fece diversi viaggi in Egitto con sua moglie ed i suoi figli. Nel 1928/29 fu avvicinato da Gustav Stresemann, del Partito popolare tedesco (DVP), auspicandone la candidatura alla presidenza federale, proposta rifiutata da Ernesto Enrico che la considerò un'impresa senza speranza.

### Il periodo nazista
Ernesto Enrico fu un oppositore del nazismo, ma non riuscì a comprendere correttamente la situazione politica. Si pensò che Hitler potesse essere fermato dall'opposizione politica conservatrice e, nella primavera del 1933, si unì a Der Stahlhelm sperando di poter sfuggire all'influenza nazista. Il 1º luglio 1934, durante la notte dei lunghi coltelli, fu arrestato e subito internato nel campo di concentramento di Hohnstein per cinque giorni.
Dopo il suo rilascio, Ernesto Enrico si ritirò nel castello di Moritzburg in Sassonia. Era un avido cacciatore e dovette tenersi in contatto con i leader nazisti come Hermann Göring, che, in qualità di maestro di caccia, era interessato alle foreste di proprietà dei Wettin, e Martin Mutschmann, il governatore nazista della Sassonia. Nel 1938 ricevette nel suo castello il re Carlo II di Romania e nel 1939 ebbe ampie discussioni politiche con Carl Friedrich Goerdeler, già sindaco di Lipsia ed in seguito attivo nella resistenza tedesca. Poche settimane prima dello scoppio della seconda guerra mondiale, Ernesto Enrico fu arruolato nell'Abwehr IV a Dresda.
Nel 1943, espresse apertamente dubbi sul fatto che la morte di suo fratello Georg, principe ereditario di Sassonia, fosse stata un incidente: per queste rimostranze fu arrestato ed interrogato dalla Gestapo, senza ulteriori conseguenze personali, poiché i nazisti erano ancora riluttanti a confrontarsi con un membro dell'ex famiglia reale.
Ernesto Enrico era un ammiratore dell'arte di Käthe Kollwitz. Dopo aver perso casa durante i bombardamenti di Berlino nel 1943, la invitò a trasferirsi a Moritzburg, dove visse e lavorò al Rudenhof nelle immediate vicinanze del castello, fino alla sua morte avvenuta nell'aprile 1945.
Nel febbraio 1945 fu bombardata la vicina Dresda. Nel marzo 1945, Ernesto Enrico fuggì a Sigmaringen per sfuggire all'avanzata dell'Armata Rossa. Prima di partire, Ernesto Enrico e i suoi figli seppellirono la maggior parte dei loro oggetti di valore in 40 casse nella foresta di Königswald. La maggior parte di questo tesoro fu ritrovata dall'Armata Rossa e portata in Unione Sovietica, solo tre casse piene di tesori sono state riscoperte nel 1995.

### Dopo la guerra
Nel 1947, Ernesto Enrico sposò l'attrice Virginia Dulon (1910-2002), che dopo il matrimonio si fece chiamare Principessa Virginia di Sassonia. Nello stesso anno, acquistò la tenuta di Coolamber a Lismacaffrey, nella contea di Westmeath in Irlanda, dove si trasferì con la famiglia. Morì a Neckarhausen durante una visita in Germania nel 1971.

## Matrimoni e figli
Ernesto Enrico si sposò in prime nozze con la principessa Sofia di Lussemburgo, sesta e più giovane figlia di Guglielmo IV, Granduca di Lussemburgo, e di Maria Anna di Braganza, il 12 Aprile 1921 nello Schloss Hohenburg. Da questo matrimonio nacquero tre figli:
- il principe Albrecht Friedrich August Johannes Gregor Dedo di Sassonia (nato il 9 maggio 1922 a Monaco di Baviera;  morto il 6 dicembre 2009 a Radebeul, Germania).[4] Mai sposato o avuto figli.
- il principe Georg Timo Michael Nikolaus Maria di Sassonia (nato il 22 dicembre 1923 a Monaco di Baviera; morto il 22 aprile 1982 a Emden). Si sposò tre volte:
  - il primo matrimonio con Margrit Lucas (1923-1957) il 7 agosto 1952, da cui ebbe due figli, Rüdiger Karl Ernst Timo Aldi (nato il 23 dicembre 1953, capofamiglia dal 2012) e Iris Hildegard Sophie Margit Gisela (nata il 21 settembre 1955);
  - il secondo matrimonio dal 1966 al 1973 con Charlotte Schwindack (nata nel 1919);
  - il terzo matrimonio con Erina Eilts (1921-2010) nel 1974.
  - Prima dei suoi matrimoni, ebbe anche un figlio da Erika Montanus, Hubertus von Sachsen, (nato il 25 maggio 1950).
- il principe Rupprecht Hubertus Gero Maria di Sassonia (nato il 12 settembre 1925 a Monaco di Baviera; morto il 10 aprile 2003 a Picton, Ontario, Canada) Mai sposato o avuto figli.

Sophie morì di polmonite il 24 maggio 1941 a Monaco di Baviera. Dopo la sua morte, Ernesto Enrico sposò morganaticamente Virginia Dulon il 28 giugno 1947 a Parigi. Da questo matrimonio non ebbe figli.

## Ascendenza
|                                   |                        |                                           | Genitori                              |  |  | Nonni |  |  | Bisnonni             |  |  | Trisnonni                |  |
|                                   |                        |                                           |                                       |  |  |       |  |  | Giovanni di Sassonia |  |  | Massimiliano di Sassonia |  |
|                                   |                        |                                           |                                       |  |  |       |  |  | Giovanni di Sassonia |  |  | Massimiliano di Sassonia |  |
|                                   |                        | Carolina di Borbone-Parma                 |                                       |  |  |       |  |  | Giovanni di Sassonia |  |  |                          |  |
| Giorgio di Sassonia               |                        |                                           |                                       |  |  |       |  |  | Giovanni di Sassonia |  |  |                          |  |
|                                   |                        | Amalia Augusta di Baviera                 | Massimiliano I Giuseppe di Baviera    |  |  |       |  |  |                      |  |  |                          |  |
|                                   |                        | Amalia Augusta di Baviera                 | Massimiliano I Giuseppe di Baviera    |  |  |       |  |  |                      |  |  |                          |  |
|                                   |                        | Amalia Augusta di Baviera                 | Carolina di Baden                     |  |  |       |  |  |                      |  |  |                          |  |
| Federico Augusto III di Sassonia  |                        | Amalia Augusta di Baviera                 |                                       |  |  |       |  |  |                      |  |  |                          |  |
|                                   |                        | Ferdinando II del Portogallo              | Ferdinando di Sassonia-Coburgo-Koháry |  |  |       |  |  |                      |  |  |                          |  |
|                                   |                        | Ferdinando II del Portogallo              | Ferdinando di Sassonia-Coburgo-Koháry |  |  |       |  |  |                      |  |  |                          |  |
|                                   |                        | Ferdinando II del Portogallo              | Maria Antonia di Koháry               |  |  |       |  |  |                      |  |  |                          |  |
| Maria Anna Ferdinanda di Braganza |                        | Ferdinando II del Portogallo              |                                       |  |  |       |  |  |                      |  |  |                          |  |
|                                   |                        | Maria II del Portogallo                   | Pietro I del Brasile                  |  |  |       |  |  |                      |  |  |                          |  |
|                                   |                        | Maria II del Portogallo                   | Pietro I del Brasile                  |  |  |       |  |  |                      |  |  |                          |  |
|                                   |                        | Maria II del Portogallo                   | Maria Leopoldina d'Asburgo-Lorena     |  |  |       |  |  |                      |  |  |                          |  |
| Ernesto Enrico di Sassonia        |                        | Maria II del Portogallo                   |                                       |  |  |       |  |  |                      |  |  |                          |  |
|                                   | Leopoldo II di Toscana | Ferdinando III di Toscana                 |                                       |  |  |       |  |  |                      |  |  |                          |  |
|                                   | Leopoldo II di Toscana | Ferdinando III di Toscana                 |                                       |  |  |       |  |  |                      |  |  |                          |  |
|                                   | Leopoldo II di Toscana | Luisa Maria Amalia di Borbone-Due Sicilie |                                       |  |  |       |  |  |                      |  |  |                          |  |
| Ferdinando IV di Toscana          | Leopoldo II di Toscana |                                           |                                       |  |  |       |  |  |                      |  |  |                          |  |
|                                   |                        | Maria Antonia di Borbone-Due Sicilie      | Francesco I delle Due Sicilie         |  |  |       |  |  |                      |  |  |                          |  |
|                                   |                        | Maria Antonia di Borbone-Due Sicilie      | Francesco I delle Due Sicilie         |  |  |       |  |  |                      |  |  |                          |  |
|                                   |                        | Maria Antonia di Borbone-Due Sicilie      | Maria Isabella di Borbone-Spagna      |  |  |       |  |  |                      |  |  |                          |  |
| Luisa d'Asburgo-Lorena            |                        | Maria Antonia di Borbone-Due Sicilie      |                                       |  |  |       |  |  |                      |  |  |                          |  |
|                                   |                        | Carlo III di Parma                        | Carlo II di Parma                     |  |  |       |  |  |                      |  |  |                          |  |
|                                   |                        | Carlo III di Parma                        | Carlo II di Parma                     |  |  |       |  |  |                      |  |  |                          |  |
|                                   |                        | Carlo III di Parma                        | Maria Teresa di Savoia                |  |  |       |  |  |                      |  |  |                          |  |
| Alice di Borbone-Parma            |                        | Carlo III di Parma                        |                                       |  |  |       |  |  |                      |  |  |                          |  |
|                                   |                        | Luisa Maria di Borbone-Francia            | Carlo Ferdinando di Borbone-Francia   |  |  |       |  |  |                      |  |  |                          |  |
|                                   |                        | Luisa Maria di Borbone-Francia            | Carlo Ferdinando di Borbone-Francia   |  |  |       |  |  |                      |  |  |                          |  |
|                                   |                        | Luisa Maria di Borbone-Francia            | Carolina di Borbone-Due Sicilie       |  |  |       |  |  |                      |  |  |                          |  |
|                                   |                        | Luisa Maria di Borbone-Francia            |                                       |  |  |       |  |  |                      |  |  |                          |  |

## Pubblicazioni
- (DE) Prinz Ernst Heinrich von Sachsen, Mein Lebensweg vom Königsschloss zum Bauernhof, 4ª ed., Husum, Verlag der Kunst Dresden, 2010, ISBN 978-3-86530-015-7.